# Långnäbbad trast
Långnäbbad trast (Zoothera monticola) är en asiatisk bergslevande fågel i familjen trastar inom ordningen tättingar. Den förekommer i bergsskogar i Himalaya och norra Vietnam. Arten tros minska i antal, men beståndet anses vara livskraftigt.

## Utseende och läte
Den långnäbbade trasten har ett säreget utseende med en mycket lång näbb och kort stjärt. Den är med en kroppslängd på 28 centimeter en relativt stor trast. Jämfört med liknande arten mörksidig trast (Zoothera marginata) är näbben större och har en tydligare krok längst ut i spetsen. Vidare har den mörk tygel och mörkt oliv- och skiffergrå ovansida (mörksidig trast har rödbrun). Den är också mörkare och mer enhetligt färgad på huvudsidan samt har täta fläckar på buken snarare än gles fjällning.

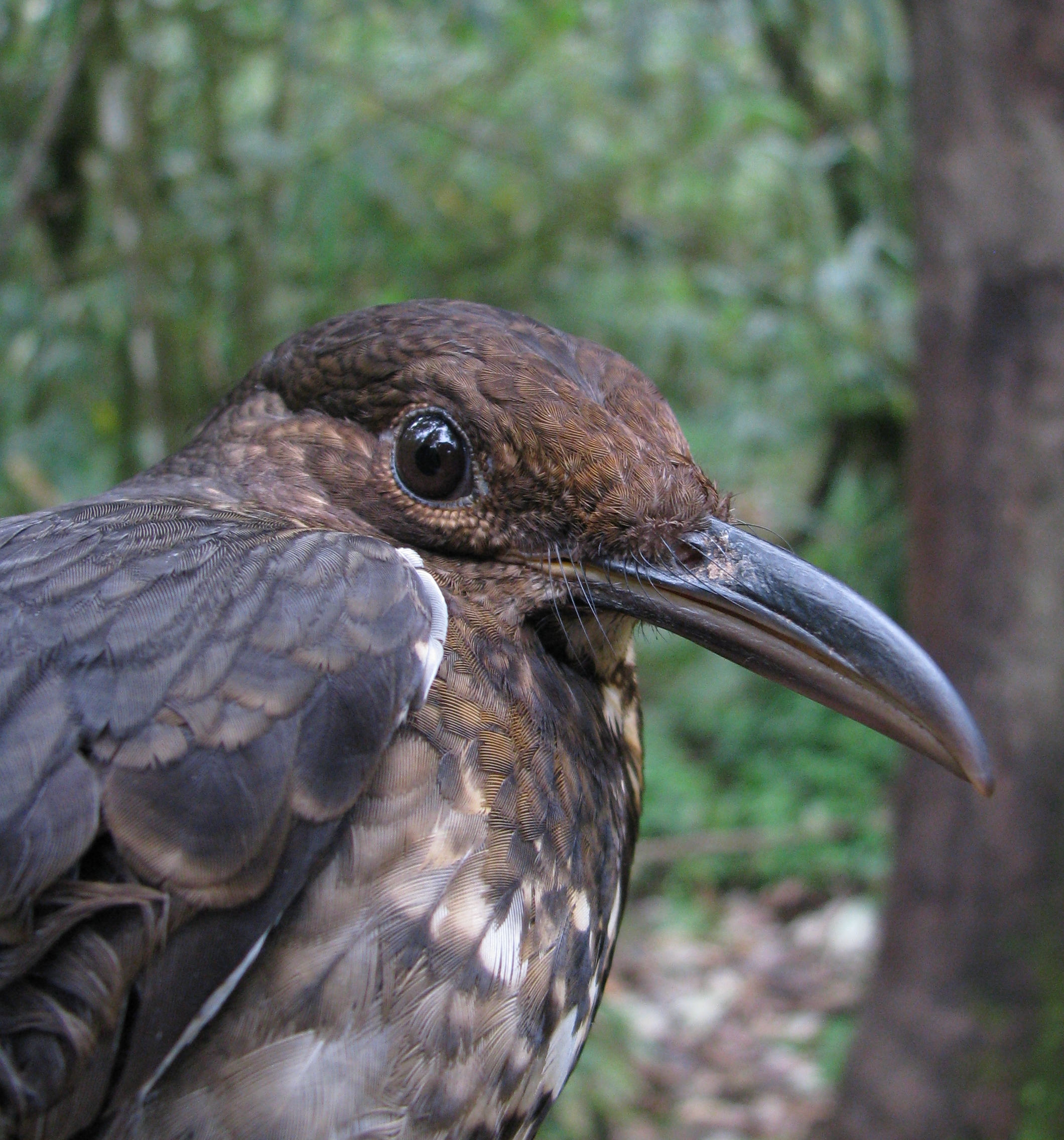
Långnäbbad trast i Eaglenest Wildlife Sanctuary, Arunachal Pradesh, Indien.

Sången består av en fras med två eller tre sorgsamma visslingar som vanligen levereras i skymning eller gryning.

## Utbredning och systematik
Långnäbbad trast delas in i två underarter med skilda utbredningsområden:
- Zoothera monticola monticola – förekommer i Himalaya från norra Indien till Nepal och nordöstra Myanmar
- Zoothera monticola atrata – förekommer i norra Vietnam (nordvästra Tonkin)

Genetiska studier visar att den är systerart till mörksidig trast (Zoothera marginata).

## Levnadssätt
Fågeln trivs i tät och fuktig skog där den lever av ryggradslösa djur. Den häckar mellan maj och juli. Det skålformade boet placeras två till sju meter upp i en trädklyka eller på en trädgren, vari den lägger tre till fyra ägg. Arten är huvudsakligen stannfågel, med viss rörelse i höjdled vintertid.

## Status och hot
Arten har ett stort utbredningsområde och en stor population, men tros minska i antal på grund av habitatförstörelse, dock inte tillräckligt kraftigt för att den ska betraktas som hotad. Internationella naturvårdsunionen IUCN kategoriserar därför arten som livskraftig (LC). Världspopulationen har inte uppskattats men den beskrivs som sällsynt och lokalt förekommande.